# Pomník Josefa Dobrovského (Praha)
Pomník Josefa Dobrovského je busta českého historika a zakladatele bohemistiky a slavistiky nacházející se v u Werichovy vily v parku Kampa na Malé Straně v Praze. Na žulovém podstavci (soklu) je nápis: "Josef Dobrovský / tvůrce slavistiky / zakladatel novočeské literatury / 1753 / 1829 / Postavila Beseda Dobrovský /v Praze 1902".

## Historie
Bustu i celý památník z roku 1891 navrhl sochař Tomáš Seidan, celý pomník s kamenným podstavcem vznikl v roce 1902, vytvořil ho kameník Václav Žďárský. Původně stál ve Vrchlického sadech u pražského hlavního nádraží. Při náletech v květnu 1945 byl pomník poškozen. K opravě došlo v roce 1947, poté se pomník přesunul před zahradní domek, který se stal bydlištěm Josefa Dobrovského po jeho odchodu na penzi, tedy Werichovu vilu.